# Martin David
Martin David (* 15. srpna 1970 Čeladná) je český římskokatolický duchovní, od roku 2023 biskup ostravsko-opavský. V letech 2017-2020 působil jako pomocný biskup téže diecéze, od roku 2020 také jako její apoštolský administrátor.

## Život
Pochází ze Ženklavy u Nového Jičína, na základní školu chodil ve Štramberku. Vyučil se mechanikem strojů a zařízení na středním odborném učilišti Tatry Kopřivnice a po maturitě v roce 1988 začal pracovat v Tatře Kopřivnice. V letech 1989–1991 absolvoval základní vojenskou službu, po níž se vrátil do svého dosavadního zaměstnání, během něhož začal dálkově studovat teologii.
V roce 1993 vstoupil do kněžského semináře a po vysvěcení na kněze 24. června 2000 se stal farním vikářem ve farnosti Panny Marie v Opavě a také kaplanem pro mládež opavského děkanátu. Během svého působení v Opavě zajišťoval také duchovní správu farnosti Stěbořice a následně se v roce 2002 stal administrátorem a později farářem této farnosti, kde setrval do roku 2008, kdy se stal generálním vikářem ostravsko-opavské diecéze.
V lednu 2006 byl ustanoven sekretářem nově zřízené liturgické komise ostravsko-opavské diecéze a jejím odborným referentem pro liturgii.
V dubnu 2017 oznámil papežský nuncius Giuseppe Leanza jeho jmenování pomocným biskupem ostravsko-opavským. Biskupské svěcení přijal 28. května 2017 z rukou biskupa Františka Lobkowicze. 1. června 2020 se stal apoštolským administrátorem (sede plena et ad nutum Sanctae Sedis) ostravsko-opavské diecéze.
4. července 2023 jej papež František jmenoval ostravsko-opavským biskupem. Do úřadu byl uveden 31. srpna 2023 v katedrále Božského Spasitele v Ostravě.